# Kelklepeltje

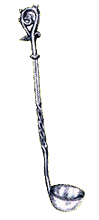
Een kelklepeltje.

Het kelklepeltje wordt in de katholieke liturgie gebruikt om tijdens de bereiding van de gaven - vóór de instellingswoorden en de eigenlijke eucharistische dienst - een druppel water uit een ampul te vermengen met de wijn in de miskelk, waardoor de vermenging van de Godheid (wijn) en mensheid (water) van Jezus Christus verbeeld wordt.  
In de gewone vorm van de Romeinse ritus zegt de priester of de diaken:
Per huius aquae et vini mysterium eius efficiamur divinitatis consortes, qui humanitatis nostrae fieri dignatus est particeps., wat in het Nederlandstalig missaal in Vlaanderen 'vertaald' werd als: Water en wijn worden één.  Gij deelt ons mens zijn en neemt ons op in uw goddelijk leven.
Het kelklepeltje was sinds de jaren zestig van de twintigste eeuw in onbruik geraakt, maar is nu weer in opkomst onder sommige, veelal wat jongere priesters.